# Britcom
Als Britcom (kurz für 'British Comedy', eigentlich 'British situation comedy') wird ein TV-Unterhaltungsgenre aus Großbritannien bezeichnet.

## Kennzeichen
Als Britcom wird eine britische Sitcom bezeichnet, die im Fernsehen ausgestrahlt wird. Die Britcom wird häufig als düsterer, realistischer und sozialkritischer beschrieben als vergleichbare Comedy-Sendungen aus den USA. Britcoms sind auch formal anders strukturiert als US-amerikanischen Sitcoms, so haben sie pro Staffel oft nur sechs Episoden.
Die meisten Britcoms werden von ein bis zwei Hauptautoren geschrieben und dauern etwa 30 Minuten pro Folge. Während die Sendungen zunächst häufig in Fernsehstudios aufgenommen wurden, experimentieren viele Britcoms inzwischen auch mit anderen Produktionsformen (beispielsweise The Office oder Peep Show). Viele Britcoms vermeiden klassische Sitcom-Settings, um unkonventionelle Methoden der Narration auszuprobieren.

## Geschichte

### Die Anfänge
Als erste Britcom gilt Pinwright's Progress, das von 1946 bis 1947 auf BBC ausgestrahlt wurde. Als eigenständige Form entwickelte sich die Britcom aber erst 1956 mit der Übertragung von Hancock's Half Hour aus dem Radio ins Fernsehen (ebenfalls BBC). Der Fernsehsender ITV (Independent Television) produzierte wenig später The Army Game (1957–61), in dem bereits einige Schauspieler zu sehen waren, die später in der Filmreihe Carry On auftraten.
In den 1960ern produzierte der BBC Marriage Lines (1961–66) mit Richard Briers und Prunella Scales und eine Serie namens The Rag Trade (1961–63, 1977–78), die, ein Novum für die damalige Zeit, am Arbeitsplatz spielte. Zeitgleich wurden auch Steptoe and Son (1962–65, 1970–74) und Till Death Us Do Part (1965–68, 1972–75) zum ersten Mal gesendet: Beiden Serien war eine lange Laufzeit beschieden. Für Steptoe and Son (und The Likely Lads, 1964–66) wurden auch zum ersten Mal "ernsthafte" Schauspieler und nicht Comedians gecastet, die zuvor im Mittelpunkt von Serien wie Whack-O! (1956–60, 1971–72) mit Jimmy Edwards gestanden hatten.
Die Serie Dad’s Army (1968–77) war in der britischen Heimarmee (British Home Guard) angesiedelt und verspottete das Militär, während die Kirche in All Gas and Gaiters (1966–71) durch den Kakao gezogen wurde. Darstellerinnen traten in den Sechzigern fast ausschließlich in Nebenrollen auf, obwohl die Rollen, die von Wendy Craig gespielt wurden, und die Serien, die von Carla Lane (u. a. The Liver Birds, 1969–79, 1996) geschrieben wurden, diese Situation langsam veränderten.

### Die Siebziger und Achtziger
Die Auswirkungen der sexuellen Revolution machten sich in Serien wie Up Pompeii! (1970), Are You Being Served? (1973–85) und später ’Allo ’Allo! (1984–92) bemerkbar. Die Siebziger werden häufig als die goldene Ära der Britcom beschrieben: Bekannte Serien wie Fawlty Towers (mit John Cleese und Connie Booth) oder The Good Life (mit John Esmonde und Bob Larbey) entstanden in dieser Zeit. Whatever Happened to the Likely Lads?, der Nachfolger der fast gleichnamigen Sendung The Likely Lads übertraf ihren Vorgänger an Beliebtheit, während Ronnie Barker seine erfolgreichste Sitcom, Porridge (1974–77), lancierte. Roy Clarkes Langzeiterfolg Last of the Summer Wine wurde 1973 zum ersten Mal ausgestrahlt.
ITV hatte mit Serien wie Rising Damp (1974–78), Man About the House (1973–76) und George and Mildred (1976–79) Erfolg beim Publikum. Die Langfilmfassung von On the Buses (1969–75) war 1971 der erfolgreichste Film in Großbritannien. Serien wie Love Thy Neighbour und Mind Your Language, die Missverständnisse zwischen verschiedenen Bevölkerungsschichten zum Anlass für komische Effekte nahmen, wurden damals heftig kritisiert.
Only Fools and Horses wurde 1981 zum ersten Mal gesendet. Die Serie wurde 2004 auf der Website der BBC zur besten Britcom gewählt. Weitere bekannte Serien der achtziger Jahre waren Yes Minister (1980–84) und deren Nachfolger Yes, Prime Minister (1986–88), Ever Decreasing Circles (1984–89) und die Science-Fiction-Parodie Red Dwarf (1988–99). Aufstrebende alternative Comedians begannen, sich für Britcoms zu interessieren, was zu Serien wie The Young Ones (1982–84) und Blackadder (1983–89) führte.

### Nach 1990
Der Privatsender Channel 4 begann in späten 1980er und frühen 1990er Jahren, einige erfolgreiche Britcoms zu produzieren. Desmond's (1989–94) war die erste Britcom, in der ausschließlich schwarze Darsteller agierten, während Drop the Dead Donkey (1990–98) so zeitnah produziert wurde, dass die Serie auf aktuelle Ereignisse eingehen konnte. Mit Father Ted kehrte die Britcom zu kirchlichen Themen zurück. Einige der bekanntesten Britcoms der Neunziger waren Men Behaving Badly, Absolutely Fabulous, Grace & Favour, Birds of a Feather, The Vicar of Dibley, Keeping Up Appearances und One Foot in the Grave. Spätere Beispiele eines hyperrealistischen Ansatzes, der von einigen Hancock-Drehbüchern vorweggenommen worden war, sind The Royle Family, Early Doors, Gavin & Stacey und The Office.
Der BBC begann, seine digitalen Kanäle BBC Three und BBC Four zu verwenden, um ungewöhnliche Serien wie The Thick of It zu senden. Channel 4 hatte Erfolg mit Serien wie Spaced, Phoenix Nights, Black Books, Green Wing, Peep Show und The Inbetweeners.

## Aufnahme in Deutschland
Zu den Britcoms, die in Deutschland eine gewisse Beliebtheit erreichten, gehören Fawlty Towers, Catweazle, Blackadder, Little Britain und The IT Crowd. Von Yes Minister wurden in den Achtzigern einige Folgen in Deutschland ausgestrahlt, Keeping Up Appearances lief in den Neunzigern als Mehr Schein als Sein, Coupling wurde um 2002 auf ProSieben gesendet, ’Allo ’Allo! dagegen erstmals 2010 im deutschen Fernsehen gezeigt. Dennoch hatten britische TV-Serien gewichtigen Einfluss auch auf die deutsche Fernsehkultur: Till Death Do Us Part gilt als Vorlage für die deutsche Kultserie Ein Herz und eine Seele. Ebenso fanden The Office in Stromberg, My New Best Friend in Mein neuer Freund und The Worst Week of My Life in Hilfe! Hochzeit! dankbare Nachahmer. Zudem strahlt der Privatsender Comedy Central regelmäßig Britcoms (u. a. Extras und Green Wing) in deutscher Synchronisierung aus. Gelobte Britcoms wie Look around you, Nathan Barley, Garth Marenghi's Darkplace, Outnumbered, Lead Balloon, The Mighty Boosh oder Black Books müssen allerdings nach wie vor als DVDs aus dem Ausland importiert werden.